# Episodi di Master Mosquiton
Questa è la lista completa degli episodi della serie di 6 OAV Master Mosquiton creata in Giappone nel 1996-1997. In Italia la serie è giunta grazie a Dynamic Italia nel 2000.
| Nº | Titolo italiano Giapponese 「Kanji」 - Rōmaji | In onda          | In onda        |
| Nº | Titolo italiano Giapponese 「Kanji」 - Rōmaji | Giapponese       | Italiano       |
| 1  | London Panic 「「倫敦大混乱! (ロンドン・パニック)」」 - Rondon Panikku | 21 novembre 1996 | 18 maggio 2000 |
| 1  | In Transilvania, nei sotterranei di un antico castello, la giovane Inaho rinviene la bara del “Master”, il vampiro Alucard Von Mosquiton. Bagnandone le spoglie con una goccia del proprio sangue, la ragazza riporta in vita la creatura. Due anni dopo, a Shanghai, Inaho capta una notizia straordinaria trasmessa da Londra: un’immensa piramide pare essersi materializzata improvvisamente nel centro della "City". Sicura che all’interno della costruzione sia nascosto l’O-Parts, la pietra di lunga vita di cui da tempo è alla ricerca, Inaho parte per l’Inghilterra assieme a Mosquiton e i due "Elementali servitori del Master". A Londra l’esercito, sotto l’autorità dell’inquietante Conte Saint Germain, ha provveduto a circoscrivere l’area occupata dalla piramide e a piantonarne gli accessi. Grazie ai poteri di Yuki e Honoo, Inaho riesce ad entrare nella piramide, ma vengono raggiunti da Saint Germain, anch'egli alla ricerca dell’O-Parts. Saint Germain è in realtà uno spietato e temibile vampiro in grado di modellare il proprio corpo a piacimento, e, per affrontarlo, Mosquiton necessita del sangue di una vergine, la malcapitata Inaho. Il morso dato alla ragazza lo trasfigura in un demonio dagli occhi iniettati di sangue e in questo modo, il Master mette facilmente in fuga il Conte, anche se poi incapace di dominarsi, si scaglia pure contro Inaho, che lo ferma piantandogli un palo in corpo. |                  |                |
| 2  | Satellite Float 「「遊星浮遊 (サテライト・フロート)」」 - Sateraito Furōto | 21 dicembre 1996 | 25 maggio 2000 |
| 2  | Una goccia di sangue, e Mosquiton resuscita ancora, più docile e servile di prima, costretto di nuovo ad assecondare ogni capriccio di Inaho. Proseguendo nell’esplorazione della piramide, il quartetto scova un passaggio segreto che sbuca addirittura sulla Luna. Qui Inaho riesce davvero a trovare l’O-Parts, ma s’imbatte pure nella regina Farao, seguace del Dio Stellare e custode della preziosa gemma. La guardiana, a cavallo di una sfinge a vapore, caccia Inaho sulla Terra. Sfortunatamente per Inaho, a Mosquiton serve un’altra dose di sangue di vergine prima di poter sopraffare la coriacea avversaria. In verità ci pensa Saint Germain, direttamente dalla base della piramide, a dare il colpo di grazia a Farao. Il Conte inoltre ne approfitta per polverizzare un’altra volta Mosquiton con il solito paletto nel cuore, un attimo prima che questi, ancora alterato, si avventi per la seconda volta sull’inerme Inaho. Colmo della disdetta, la giovane si vede sfuggire di mano anche l’O-Parts, che finisce risucchiato nello strano canale d’energia che collega la piramide londinese a una identica struttura lunare. |                  |                |
| 3  | Ocean Encounter 「「南洋遭遇 (オーシャン・エンカウンター)」」 - Ōshan Enkauntā | 21 gennaio 1997  | 1º giugno 2000 |
| 3  | Il giorno successivo, inspiegabilmente com'era apparsa, la piramide svanisce. A Inaho e al redivivo Mosquiton non resta perciò che lasciare a mani vuote Londra. Nell'Oceano Indiano, imbarcati sul piroscafo che li sta riportando a Shanghai, i nostri eroi vengono casualmente a sapere, tramite uno dei passeggeri, di una recente scoperta fotografica che attesterebbe la presenza sulla Luna di una costruzione piramidale. Ma la vera sorpresa non è in cielo, è dietro l’angolo: a bordo del battello viaggia infatti Camille Inaho Camilla, la consorte vampira da cui Mosquiton era stato separato circa 300 anni prima. L’incontro imprevisto scatena una disputa territoriale tra le due inviperite Inaho, che mettono a ferro e fuoco il piroscafo fino a farlo colare a picco. |                  |                |
| 4  | Shanghai Triangle 「「上海三角関係 (シャンハイ・トライアングル)」」 - Shanhai Toraianguru | 21 febbraio 1997 | 8 giugno 2000  |
| 4  | Archiviata l’avventura londinese, a Shanghai la vita procede nella normalità, con Inaho oziosamente impegnata a pianificare la sua caccia all’O-Parts, e Mosquiton, Honoo e Yuki ridotti loro malgrado a umili schiavetti tuttofare. Nel frattempo, nel porto sull’Huangpu, Rasputin sta edificando una piramide di ferro che dovrà fungere da esca per il Dio Stellare. Una notte, inaspettatamente, Camille si presenta a casa di Inaho. Dopo il litigio iniziale, le due donne si accordano per una strana convivenza: pur di rimanere al fianco di Mosquiton, infatti, Camille si dice disposta a rinunciare – almeno temporaneamente – alle sue pretese di moglie, e si offre anzi di ripagare l’ospitalità occupandosi di tutte le faccende domestiche. La cosa però non regge poiché Camille si dimostra il prototipo della casalinga perfetta: scrupolosa, instancabile, e per di più un autentico asso in cucina. La gelosia di Inaho s’inasprisce, e a farne le spese è il povero Mosquiton, il quale si ritrova conteso tra le due donne e gioiosamente impalettato da entrambe. La situazione precipita quando Camille riesce a impossessarsi delle ceneri del marito, e scappa, inseguita per tutta Shanghai dalla furibonda Inaho. |                  |                |
| 5  | Versus Night 「「決闘前夜 (バーサス・ナイト)」」 - Bāsasu naito | 20 marzo 1997    | 15 giugno 2000 |
| 5  | Con Inaho alle costole, Camille non trova di meglio che andarsi a rifugiare proprio nello scheletro di piramide dove Rasputin e Saint Germain stanno tentando di attirare il Dio Stellare. L’accanimento delle due rivali, intente a impedirsi l’una con l’altra di bagnare col sangue le ceneri del Master, si sfoga dunque tra le impalcature e le travi metalliche della struttura in costruzione. Alla fine è ancora una volta Inaho a spuntarla. L’ennesima rinascita di Mosquiton però, a quanto pare, si combina con la trappola predisposta da Rasputin per richiamare l’attenzione del Dio Stellare. Qualcosa infatti giunge proprio in quel momento: cominciano a materializzarsi piramidi contemporaneamente nelle maggiori città del mondo, Londra, Roma, Parigi, New York, Tokyo e Shanghai. Viene così ripristinato il canale etereo che collega la Terra alla Luna, e Rasputin può sfruttarlo dando il via con i suoi macchinari al processo di Trasposizione, che porta la piramide di ferro (con tutti coloro che vi stanno dentro) a “fondersi” con quella sulla Luna. |                  |                |
| 6  | Lonely Time 「「永遠の時 (ロンリー・タイム)」」 - Ronrī taimu | 19 aprile 1997   | 22 giugno 2000 |
| 6  | Mentre Rasputin si accinge a richiamare il Dio Stellare, il conte Saint Germain avverte la presenza di Mosquiton nella piramide e, quindi, lo raggiunge. Inizia quindi una sanguinosa lotta fra i due, durante la quale Camille, immischiatasi nella battaglia, viene uccisa dal conte. Dopo qualche istante di difficoltà, Mosquiton riesce a eliminare definitivamente il conte e si appresta a raggiungere Rasputin. Nel frattempo Inaho, assieme a Honoo e Yuki, riesce a trovare l'O-Part, che però Rasputin sottrae alla ragazza con l'inganno. Grazie al potere del manufatto, Rasputin attiva la piramide lunare in modo da attirare il Dio Stellare e ucciderlo, per vendicarsi così dell'esilio impostogli migliaia di anni prima proprio dalla divinità. All'improvviso giunge Mosquiton, che uccide Rasputin; ma la situazione sta precipitando: se l'O-Part non sarà distrutto e il richiamo del Dio Stellare interrotto, la Terra sarà privata della sua energia vitale e scomparirà. Mosquiton si offre di rimanere nella piramide per compiere l'impresa, ma Inaho non vuole abbandonarlo; così, usando i suoi poteri psichici, il vampiro fa levitare la ragazza fuori dalla piramide contro la sua volontà, in modo tale da salvarla e riportarla sulla Terra. Honoo e Yuki rimangono con Mosquiton. L'O-Part viene distrutto e la piramide crolla; Inaho torna a casa da sola, senza sapere quale destino sia effettivamente toccato a Mosquiton, Honoo e Yuki. Ma lei aspetterà senza piangere, poiché Mosquiton le ha promesso che sarebbe tornato prima o poi. |                  |                |